# Mombasa
Mombasa är Kenyas näst största stad och ligger i Kustprovinsen i sydöstra delen av landet. Centralorten hade 915 101 invånare vid folkräkningen 2009, med 938 131 invånare inom hela stadsgränsen. Mombasa utgör samtidigt ett distrikt med samma namn på en yta av 230 km². Stadens centrum ligger på ön Mombasa.
Stadens namn kommer från arabiskan, Manbasa. På swahili har den historiskt kallats Mvita.
Mombasa har en lång historia som handelscentrum i swahilikulturen, och historiskt nära band till andra önationer och stadsstater på swahilikusten.

## Historia

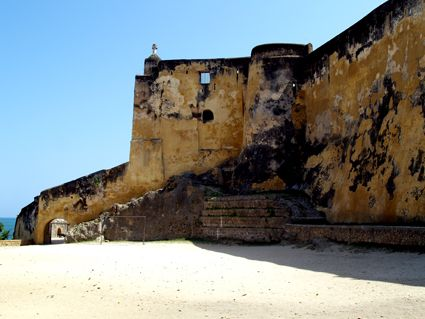
Fort Jesus.

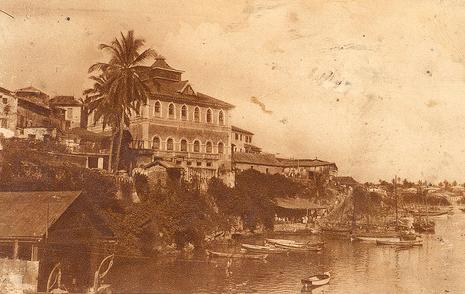
Mombasa omkring tiden för första världskriget.

Enligt legenden grundades Mombasa av härskarna Mwana Mkisi och Shehe Mvita. Man vet med säkerhet att staden var betydande redan på 1100-talet, då den arabiska geografen Al Idrisi nämner den. Den marockanske historikern Ibn Battuta skriver om ett besök i staden 1331 och det finns utförliga portugisiska beskrivningar av Mombasa från 1500-talet. Den kinesiske amiralen Zheng He tros ha landat i Mombasa omkring år 1415 och Vasco da Gama, som förste europé, nådde dit år 1498.
Under flera århundraden handlades elfenben, kryddor, guld och andra lyxvaror i Mombasa, och många kringliggande riken och avlägsna stormakter har slagits om kontrollen över staden. 1502 blev Mombasa självständigt från kustriket Kilwa Kisiwani som ett sultanat. År 1528 attackerade portugiserna staden, med Nuno da Cunha som befälhavare. 1593 uppfördes den portugisiska fästningen Fort Jesus, i ett försök att kolonisera staden. Mombasa blev en portugisisk koloni 1638, tills Oman erövrade staden 1698 och lät den lyda under Zanzibar, som då var omanskt. Portugal återerövrade staden ett kort tag mellan mars 1728 och september 1729, innan den återtogs av Oman.
År 1746 deklarerade dåvarande sultanen Ali ibn Uthman Mombasa självständigt. Det självständiga riket varade under fem sultaner i 78 år, till dess att Storbritannien gjorde Mombasa till ett protektorat mellan februari 1824 och juli 1826. 1826 återupprättades det omanska herraväldet över staden. 
Den 25 maj 1887 tog britterna åter kontrollen över Mombasa och det uppgick så småningom i Brittiska Östafrika. Staden blev ändpunkt för den ugandiska järnvägen och en stor mängd arbetare hämtades dit från Indien under bygget.
Mellan 1895 och 1963 hörde Mombasa till den brittiska lydstaten Zanzibar. Därefter införlivades staden i den nybildade staten Kenya.

## Kommunikationer
Moi International Airport ligger strax utanför staden. Förutom reguljärflyg till flera östafrikanska och europeiska städer trafikeras flygplatsen också av europeiska charterbolag.
Från den centralt belägna järnvägsstationen går passagerartåg till Nairobi. Det finns också gott om bussförbindelser mellan de båda städerna, samt till andra städer längs kusten och till Dar es-Salaam i Tanzania.
Hamnen i Mombasa, Kilindini, är Östafrikas största.

## Kultur och religion
I Mombasa blandas swahilikulturen, inklusive mijikenda, med persiska, indiska, arabiska och somaliska inslag. Islam är den dominerande religionen. 
Traditionell kustmusik som taarab är fortfarande populär. Under 1990- och 2000-talet växte en lokal hiphopscen fram kring Mombasa.
Kangatygerna har sitt ursprung längs den östafrikanska kusten, och är vanliga som klädesplagg för kvinnor i Mombasa.

## Utbildning
De större Nairobiuniversiteten har campus i Mombasa. Dessutom finns bland annat följande högre lärosäten:
- Mombasa Polytechnic University College
- Bandari College
- Government Training Institute (GTI)
- Hi-tec Institute of Professional Studies
- Mombasa College
- Mombasa Technical Training Institute (MTTI)
- Shanzu Teachers College